# Minsky (simulatore econometrico)
Minsky è un programma di simulazione econometrica che permette la modellazione matematica del circuito monetario. È stato sviluppato dall'economista australiano Steve Keen, mentre il codice sorgente è stato scritto da Nathan Moses e Kevin Pereira sotto la supervisione di Russell Standish. Il nome è un omaggio all'economista Hyman Minsky.

## Premesse e sviluppo

### Il circuitismo nella modellazione econometrica: primi passi
Sebbene il concetto di circuito monetario (presentato in forma compiuta da Augusto Graziani nel 1984 sulla rivista Studi Economici) nel corso del tempo abbia iniziato ad attrarre un cospicuo e crescente interesse in ambito economico e accademico, un freno notevole alla sua diffusione si verifica per via delle numerose complicazioni che sorgono nella creazione di modelli matematici funzionali del sistema economico circuitista e gli iniziali tentativi in tal senso si sono rivelati problematici. Queste difficoltà vengono successivamente superate grazie all'economista australiano Steve Keen, il quale ascrive le predette osticità di modellazione inerenti al circuitismo all'uso inappropriato dei metodi adottati per descrivere matematicamente l'equilibrio economico generale. Keen ritiene, infatti, che il circuitismo vada descritto non con sistemi a stato stazionario o statico, come di norma avviene negli approcci delle teorie economiche mainstream, bensì con modelli dinamici composti da equazioni differenziali e di ricorrenza. Abbattendo in questo modo tali ostacoli alla modellazione matematica del sistema circuitista, egli è in grado di proporre descrizioni matematiche del circuitismo pienamente operative.

### L'idea del programma
Al fine di garantire a ricercatori, studenti, accademici, economisti l'adozione di un efficiente strumento applicativo che permetta la simulazione econometrica del circuito monetario, Steve Keen decide di intraprendere lo sviluppo di un programma software con cui sia possibile ottenere una descrizione visuale, dei modelli atti a rappresentare le economie nazionali, che sia più accurata rispetto a quelli normalmente utilizzati nell'ambito macroeconomico mainstream (tra i quali, ad esempio, vi è il modello DSGE).

### Il finanziamento con Kickstarter
Inizialmente finanziato per mezzo di una sovvenzione accademica garantita dall'INET (Institute for New Economic Thinking), il programma è quindi completato grazie a una campagna pubblica di raccolta fondi lanciata nel febbraio 2013 da Steve Keen e promossa attraverso il sito web di crowdfunding Kickstarter. La campagna su Kickstarter, che si prefiggeva di raccogliere almeno 50000 dollari statunitensi, si conclude con successo nel marzo 2013 raggiungendo la cifra di $78025.

## Minsky 1.0
La prima versione stabile del programma è pubblicata con il nome di Minsky 1.0 nel luglio 2013. Il software, rilasciato in forma completamente open source, è così chiamato in onore di Hyman Minsky, economista statunitense (a cui è dedicato il Dipartimento di Scienze Economiche della Facoltà di Economia dell'Università degli Studi di Bergamo) noto per i suoi studi sulle relazioni tra moneta endogena, ciclo economico e crisi finanziaria.